# Tratado de Madrid (1526)

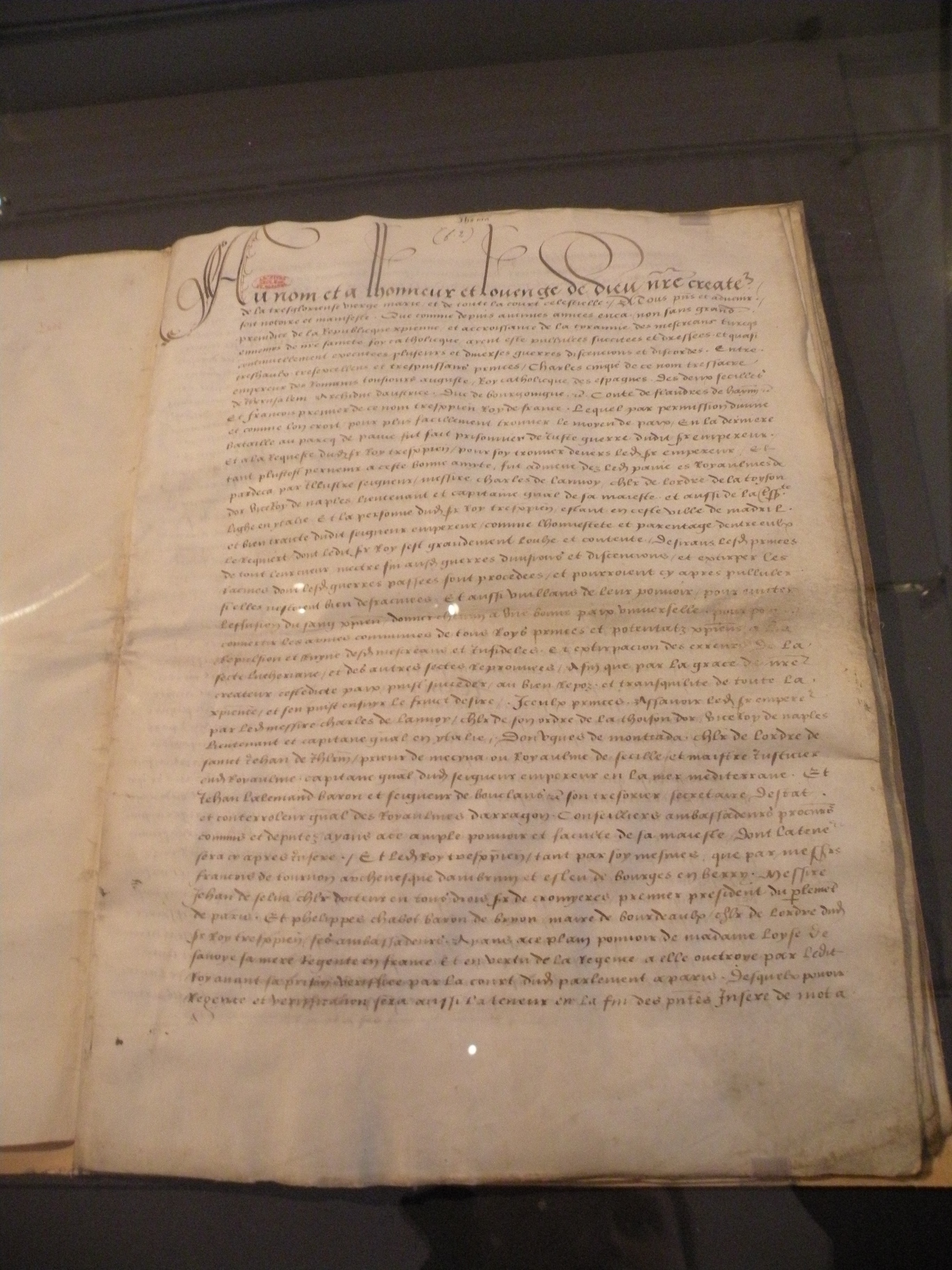
Tratado de Madrid.

El Tratado de Madrid fue firmado el 14 de enero de 1526 por Carlos I de España y Francisco I de Francia en Madrid, donde Francisco I estaba prisionero tras la derrota francesa en la Batalla de Pavía. 
Bajo los términos del tratado, Francia renunciaba a sus derechos sobre el Milanesado, Génova, Borgoña, Nápoles, Artois, Tournai y Flandes en favor del emperador Carlos. Además, Francisco I se comprometía a casarse con la hermana de Carlos, Leonor, y a enviar a dos de sus hijos a España como garantía del cumplimiento del tratado.
En este tratado en su artículo siete se establecía la renuncia a apoyar a Enrique II de Navarra en la recuperación del Reino de Navarra, tras su conquista:

que el rey (Francisco I) procurará con todo su poder que don Enrique de Labrit renuncie a él, del reino de Navarra, a favor del Emperador, y si don Enrique lo rehusare, el rey de ninguna manera, le haya de asistir con sus fuerzas.
"Navarra, 1512-1530"

Nada más cruzar la frontera, el parlamento francés obligó a Francisco I a derogar el tratado, apoyándose en el deber real de proteger el territorio francés, por lo que este negó el tratado alegando que había sido aceptado bajo coacción. Francisco I se verá obligado a ratificar el tratado de Madrid en la futura Paz de Cambrai de 1529 (también conocida como paz de Damas).